# Teltown
Teltown ( en irlandés: Tailtin ) es una ciudad en el condado de Meath, Irlanda. Recibió su nombre de la figura o diosa mitológica irlandesa , Tailtiu . La Feria Tailtin se llevó a cabo allí en la época medieval como un renacimiento de la antigua Aonach Tailteann, y fue revivida como los Juegos Tailteann durante cierto período en el siglo XX.
Si bien las estructuras de montículos cerca de Teltown se han afirmado en las leyendas del Libro de las invasiones como antiguos movimientos de tierra hechos por el hombre de 2500 años de antigüedad, los informes arqueológicos modernos del área sugieren que datan de al menos la Edad del Hierro.
Parte de uno de los montículos en el área llamada Knockauns fue parcialmente destruido por excavadoras para la urbanización en 1997. John O'Donovan afirmó que los lagos cerca de un fuerte en el área llamada Rath Dhubh "tienen la apariencia de ser lagos artificiales y pueden haber sido utilizados cuando los irlandeses celebraron los Juegos Olímpicos de Tailteann". También menciona una tradición de que la sombra de Laogaire, el Rey de Tara, fue encarcelada por San Patricio hasta el Día del Juicio al este de Rath Dhubh en Dubhloch .